# Bohéro
Bohéro est un village du département et la commune rurale de Dolo, situé dans la province de la Bougouriba et la région du Sud-Ouest au Burkina Faso.

## Géographie

### Démographie
- En 2006, le village comptait 204 habitants dont 51 % de femmes[1].